# Alide Ertel
Alide Ertel (auch Aliide, Pseudonyme E. Tammistu, Heiti Lehtme, * 13. Julijul. / 25. Juli 1877greg. in der Gemeinde Laatre, ehemals Kirchspiel Sangaste; † 20. Dezember 1955 in Arula, Landgemeinde Otepää) war eine estnische Schriftstellerin.

## Leben
Ertel besuchte von 1888 bis 1893 die Höhere Töchterschule in Tartu und arbeitete in den folgenden Jahren als Hauslehrerin auf ihrem heimatlichen Hof. Von 1896 bis 1899 war sie Hauslehrerin in Russland, 1899–1900 weilte sie in Paris, wo sie ursprünglich Medizin studieren wollte, doch zerschlugen sich ihre Pläne. Anschließend war sie in Estland abwechselnd landwirtschaftlich und pädagogisch aktiv, zur Zeit der Revolution von 1905 reiste sie nach Finnland und Deutschland. Von 1911 bis 1914 war sie erneut als Hauslehrerin tätig, diesmal in Moskau.
1914 kehrte sie nach Estland zurück und wurde Direktorin einer Volksschule im Kirchspiel Otepää, von 1921 bis 1925 war sie Lehrerin in Pärnu und danach zwei Jahre in Kärdla auf Hiiumaa. Später wohnte sie in Tartu, Pärnu und Tallinn, ehe sie Ende der 1930er Jahre nach Elva übersiedelte. Die letzten Jahre verbrachte sie in Arula, wo sie auch starb.

## Werk
Ihre literarische Aktivität begann die Autorin Ende des 19. Jahrhunderts, als ihre Texte in verschiedenen Tageszeitungen erschienen. Ihr Buchdebüt erfolgte 1910 mit der Erzählung Rost, worin das erbärmliche Leben in einem Armenhaus beschrieben wird. Auch in ihren weiteren Werken behandelte sie häufig soziale Themen und gesellschaftliche Randgruppen. Während Rost jedoch positiv von der Kritik aufgenommen wurde, erhielten die späteren Werke wesentlich zurückhaltendere Bewertungen.

## Bibliografie
- Rooste ('Rost'). Postimees, Tartu 1910. 99 S.
- Allegooriad ('Allegorien'). s.n., Tartu 1919. 72 S.
- Kiirte pärg. Muinasdraam ('Strahlenkranz. Urzeitliches Drama'). [s.n.], Tartu 1919. 84 S.
- Lilla lehekesed. Ajalooline romaan (1901-1919) ('Lila Blättchen. Historischer Roman'). s.n., Tartu 1919. 124 S.
- Pühajärv. Muinasdraam ('Pühajärv. Urzeitliches Drama'). [s.n.], Tartu 1919. 60 S.
- Moodne daam. Kolm novelli ('Die moderne Dame. Drei Novellen'). s.n., Tartu 1919. 87 S.
- Muinelmad ('Erinnerungen'). V. Bergmann, Tartu 1929. 32 S.

## Sekundärliteratur
- Oskar Kruus: Alide Ertel, in: Ders.: Naine hanesulega. Eesti Raamat, Tallinn 1971, S. 88–99.
- Taimi Grauberg: Elu nagu algebra. Alide Erteli elu ja looming, in: Keel ja Kirjandus 8–9/2023, S. 822–846.